# Минский зоопарк
Минский городской зоопарк (ГКПУ «Минский зоопарк») расположен в юго-восточной части  Минска в пойме реки Свислочи. В состав минского зоопарка помимо классических вольеров входят террариум, дельфинарий «Немо», аквариум и экзотариум — павильон фауны Южной Америки «Ориноко». В состав коллекции зоопарка входят как экзотические животные, так и редкие представители фауны Белоруссии. В 2016 году в зоопарке содержался 461 вид животных, в том числе 226 занесённых в Красную книгу. Число посетителей зоопарка составило 1087,4 тыс. человек.

## Обитатели
В зоопарке содержатся около 2 тысяч экземпляров животных, более 400 видов. На естественных заводях, образованных рекой Свислочь, круглый год обитают водоплавающие птицы. В тёплый период года на контактной площадке «Вясковая сядзіба» можно погладить домашних овец и коз.
9 сентября 2009 появился зубрёнок, которого назвали в честь белорусской зоны интернета .by зубренок Байнет.
Из редких животных также в минском зоопарке находится оцелот.
Сотрудники экзотариума обращают внимание на то, что в зоопарке присутствуют не отловленные в естественной среде звери, а особи, рожденные в других зоопарках. В Минском дельфинарии обитают северные морские котики Елочка и Алекс, а также тихоокеанские дельфины Геркулес — Вита, Мика — Хьюго и морской лев — Николас.

## Экзотариум

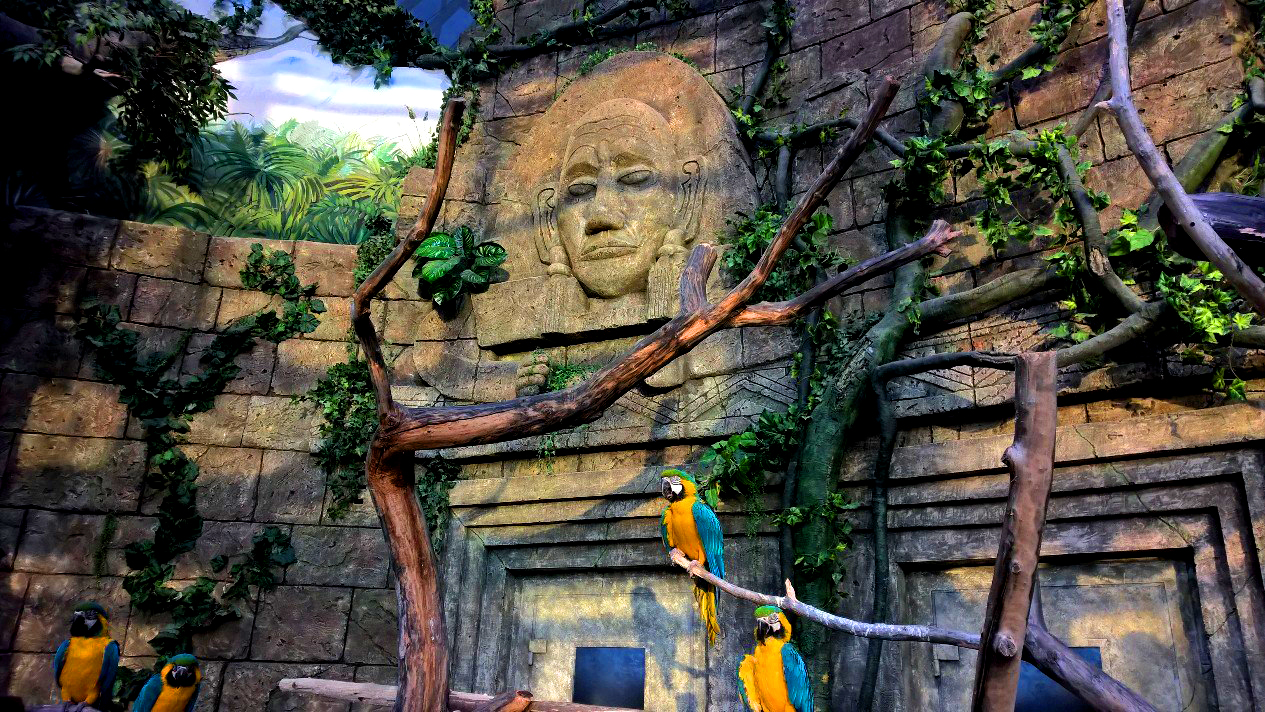
Павильон фауны Южной Америки «Ориноко»

В павильоне фауны Южной Америки «Ориноко» посетители могут наблюдать различные виды обезьян, тропических птиц, хищников, огромных рыб арапаим и опасных пираний. Также посетители могут увидеть капибару, рассмотреть анаконд, кайманов, других необычных рептилий, экзотических квакш и древолазов. Помимо этого, в экзотариуме живут черепахи, дикобразы, крокодилы, редкие змеи и другие животные.
Самыми крупными животными экзотариума являются ягуары. На данный момент в зоопарке две особи обычной расцветки — самец и самка и один чёрный ягуар из Грузии.
Помимо хищников, в экзотариуме живут и травоядные.

## Дельфинарий

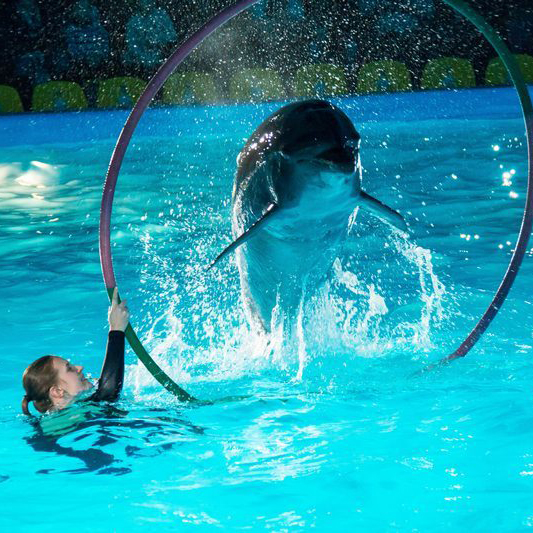
Шоу в минском дельфинарии «Немо»

На территории зоопарка работает дельфинарий «Немо». Деятельность дельфинария носит эколого-образовательный характер. На представлениях в дельфинарии рассказывается о физиологии и характерах дельфинов, особенностях их поведения, а также о необходимости бережного отношения к дельфинам и к природе в целом. Минский дельфинарий входит в состав международной сети культурно-оздоровительных комплексов «Немо» в Киеве, Одессе, Харькове, Донецке, Бердянске, Ереване, Баку и Анапе. Минский дельфинарий «Немо» может вместить 700 посетителей.
Услуги, оказываемые в минском дельфинарии «Немо»:
- Плавание и общение с дельфинами
- Дайвинг с дельфинами
- Фотосессия с дельфинами
- Проведение мероприятий в дельфинарии (дни рождения, романтические вечера, ночные мероприятия и др.)
- Детские мероприятия
- Дельфинотерапия

## Структура
В зоопарке работают самые разнообразные зоологические и сопутствующие им отделы.
Отделы (группы) «Птицы», «Лабораторные грызуны», «Экзотические грызуны» «Копытные», «Хищные млекопитающие», «Обезьяны и мелкие хищные млекопитающие», «Рептилии» , «Аквариум» занимаются демонстрацией и разведением диких животных.
Ветеринарный отдел следит за состоянием здоровья всех наших животных.
Кормокухня обеспечивает животных питанием.
Инженерно-технический отдел отвечает за состояние строение, инженерных коммуникаций, обеспечивает порядок на территории зоопарка, отвечает за озеленение.
На конюшне содержат и тренируют лошадей, пони и ослов. Эти животные — украшение некоторых праздников, проводимых в зоопарке. В зоопарке работает кружок «Кони и пони», в котором дети получают не только навыки верховой езды, но и учатся ухаживать за животными.
Просветительский отдел отвечает за организацию праздников в зоопарке; организацию и проведение обзорных и тематических экскурсий, проведение выездных лекций, общение со СМИ, специалисты отслеживают изменения в зоологической коллекции, ведется разработка материалов для печатной продукции зоопарка.

## История
Минский зоопарк был открыт 9 августа 1984 года в день 40-летия Минского автозавода как Зооботанический сад МАЗа.
В 1990—1995 гг. в Минском зоопарке нашёл приют глухариный питомник, прежде размещавшийся в Березинском заповеднике.
В 1997 года получил статус государственного предприятия «Минский зоопарк».
В 1998 года началась реконструкция Минского зоопарка.
В 2001 года город зарезервировал под строительство зоопарка территорию общей площадью 42 га.
В середине августа 2006 г. начато строительство второй очереди зоопарка, которая будет включать в себя круглое стеклянное здание с экзотариумом и террариумом.
14 марта 2015 г. закончено строительство павильона фауны Южной Америки «Ориноко» (Экзотариум).

## Перспектива
Планируется также третий этап реконструкции зоопарка, в ходе которого, как предполагается, появится экспозиция «Ночной мир» в виде сказочного замка, океанарий и дельфинарий, оранжерея и детский развлекательный центр.
Третья очередь строительства Минского зоопарка предусматривает реконструкцию «старой» территории, строительство новых экспозиционных комплексов и состоит из 5 этапов.

### Первый этап
- Экспозиционный комплекс для пингвинов Гумбольдта с водоёмом и декорацией в виде скал.
- Открытый вольер для хищных птиц с искусственной скалой.
- Комплекс открытых вольеров для курообразных.

### Второй этап
- Конюшня с открытыми манежами.
- Тематический павильон «Африканская саванна» с уличными вольерами.

### Третий этап
- Административное здание с помещениями для юннатов, актовым залом и открытой эстрадой.
- Игровая площадка для размещения детских игровых комплексов.

### Четвертый этап
- Помещение для обезьян с открытыми вольерами.
- Помещение для зимнего содержания верблюдов и дикобразов с открытыми вольерами.
- Помещение для зимнего содержания страусов с открытыми вольерами.
- Экспозиционный комплекс для кошачьих с открытыми вольерами.
- Экспозиционный комплекс для околоводных грызунов и хищников с открытыми водоёмами.
- Помещение для зимнего содержания хищных птиц с открытыми вольерами.
- Защитное дамбирование, устройство набережных и эстакад над водоёмами, пешеходных дорожек со смотровыми площадками.

### Пятый этап
- Помещение для зимнего содержания околоводных и водоплавающих птиц с вольерами и открытыми водоёмами.
- Экспозиционный комплекс для ластоногих с открытыми водоёмами.
- Помещение для зимнего содержания обезьян, содержащихся на островах в летний период.
- Комплекс искусственных островов на пруду для содержания обезьян и гнездовий для птиц.
- Открытые вольеры для водоплавающих и околоводных птиц (авиарии).
- Демонстрационный образец ветроэлектростанции модульного типа с оборудованием для экологического образования, а также скульптурные композиции по экологической тематике.

## Галерея

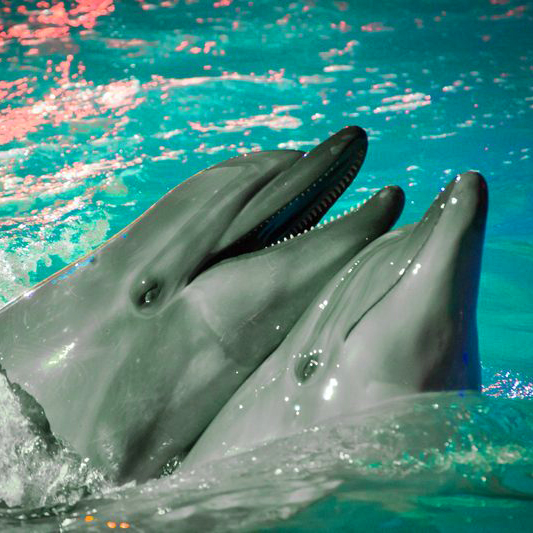
Дельфины в минском дельфинарии "Немо"
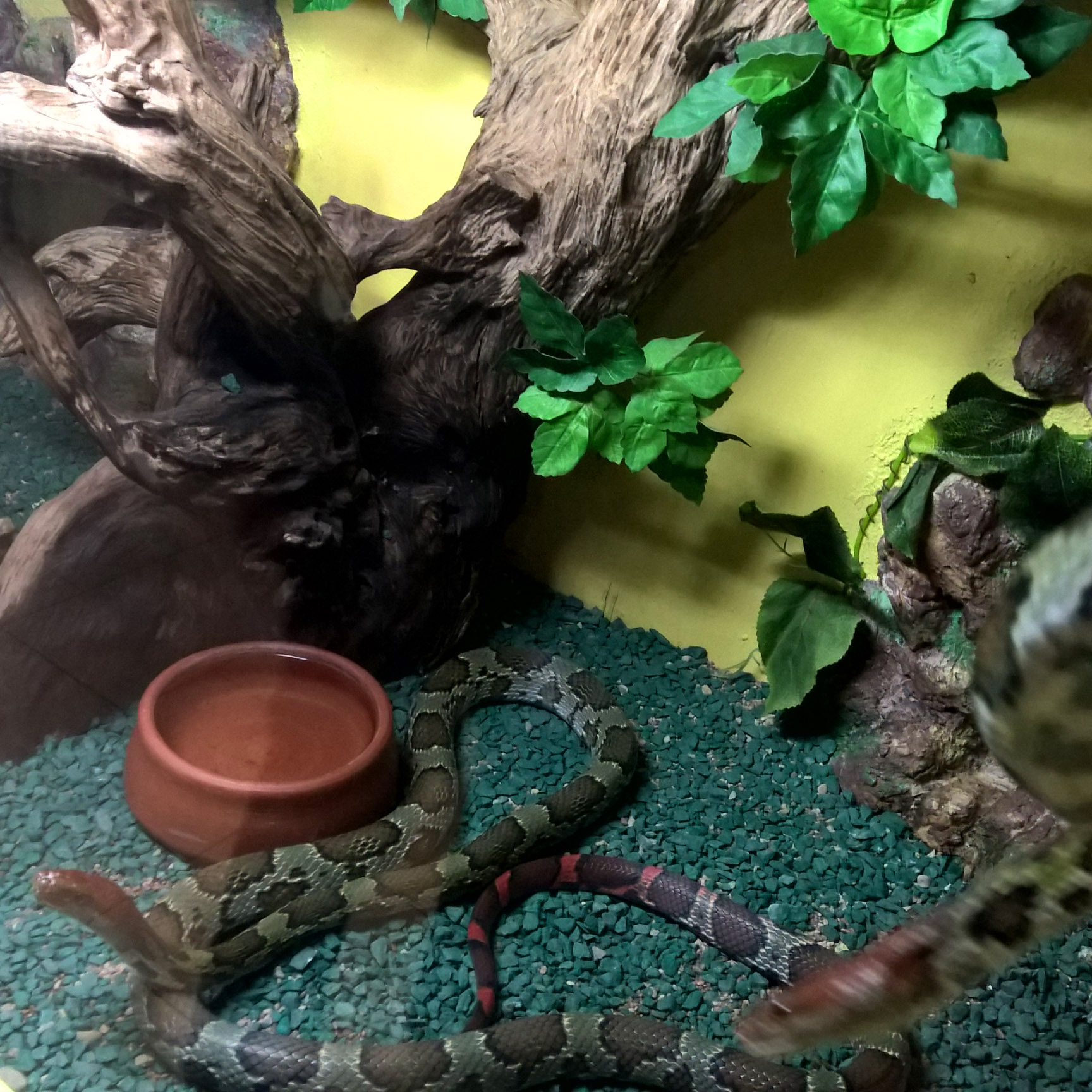
Минский экзотариум: змеи
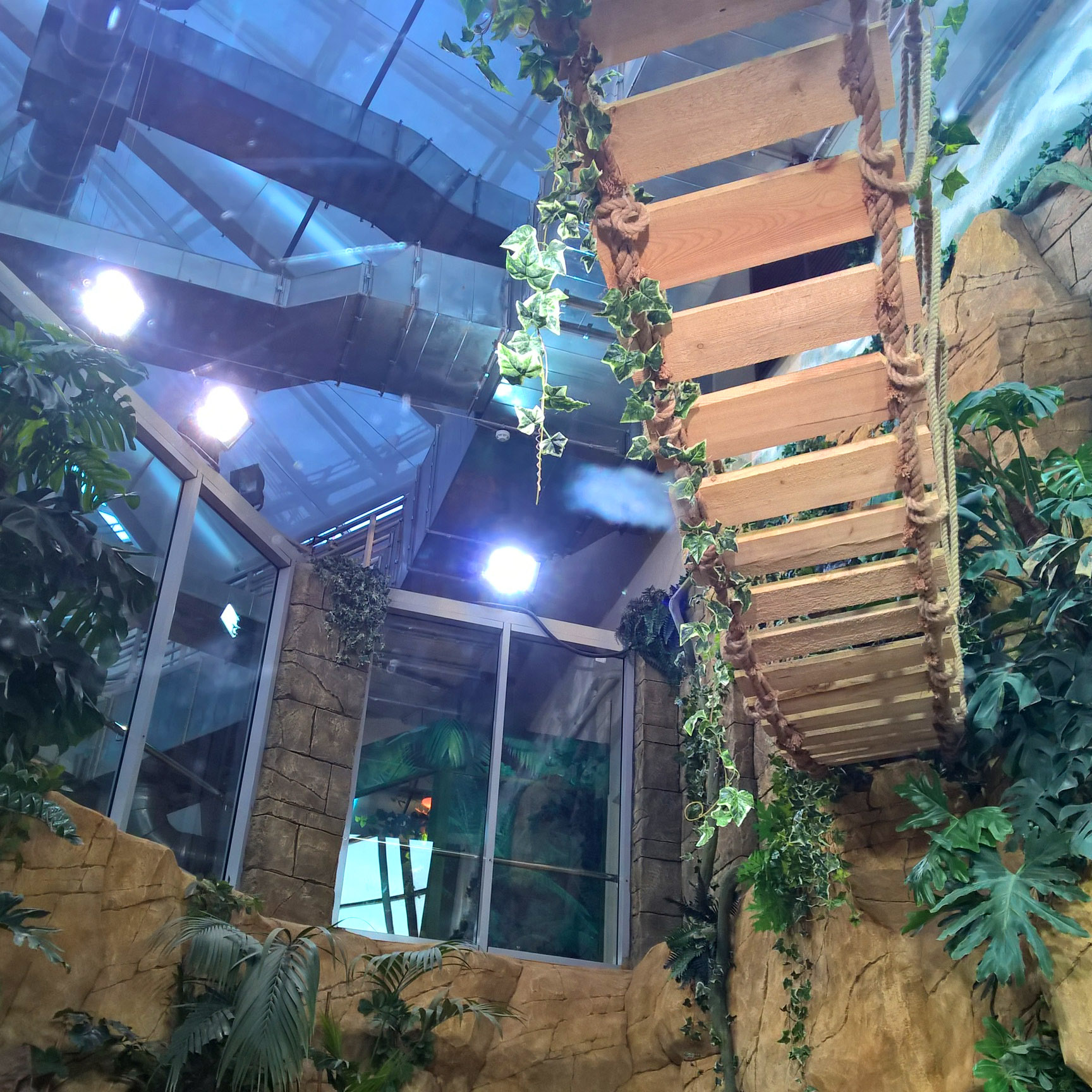
Минский экзотариум: оформление холла
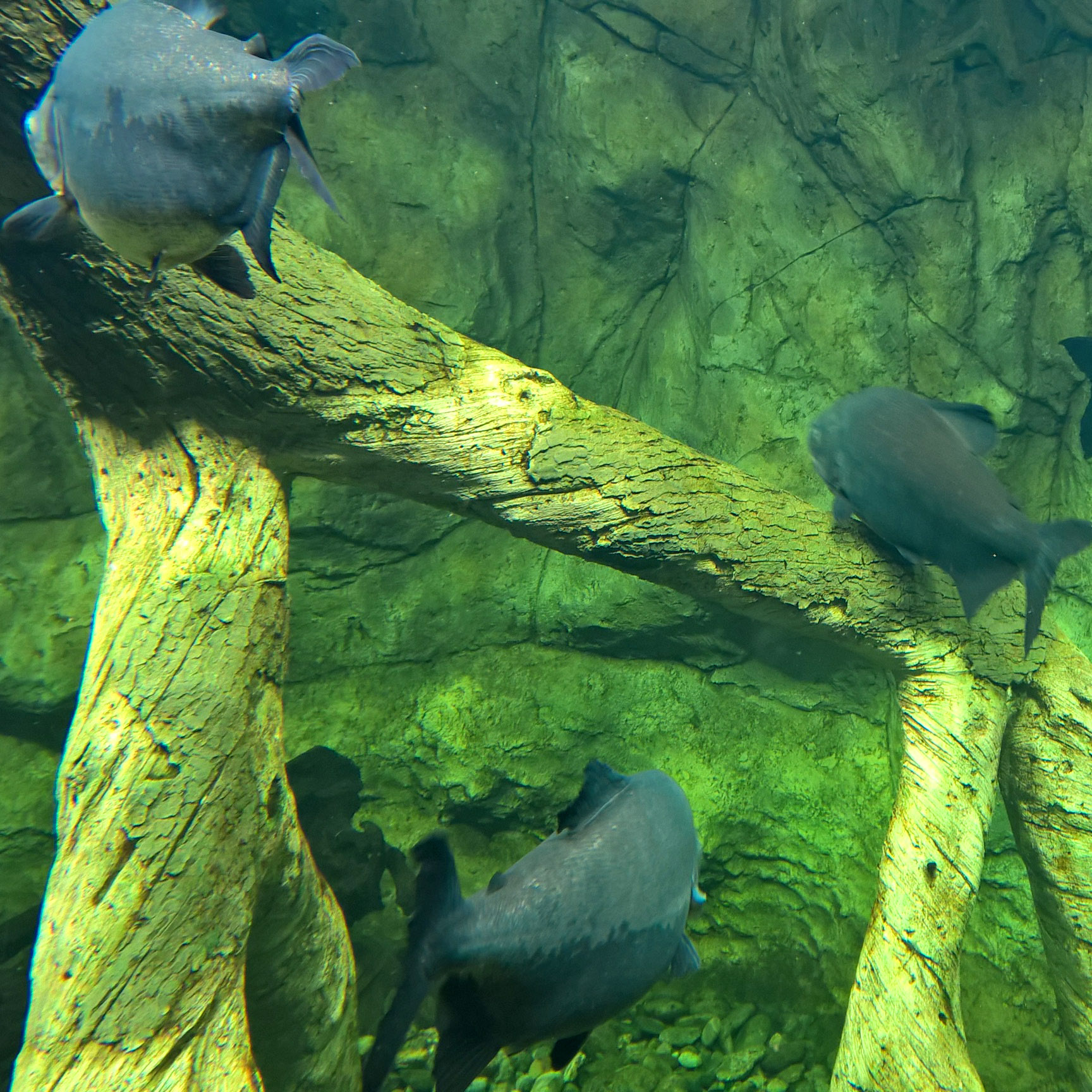
Минский экзотариум: аквариум
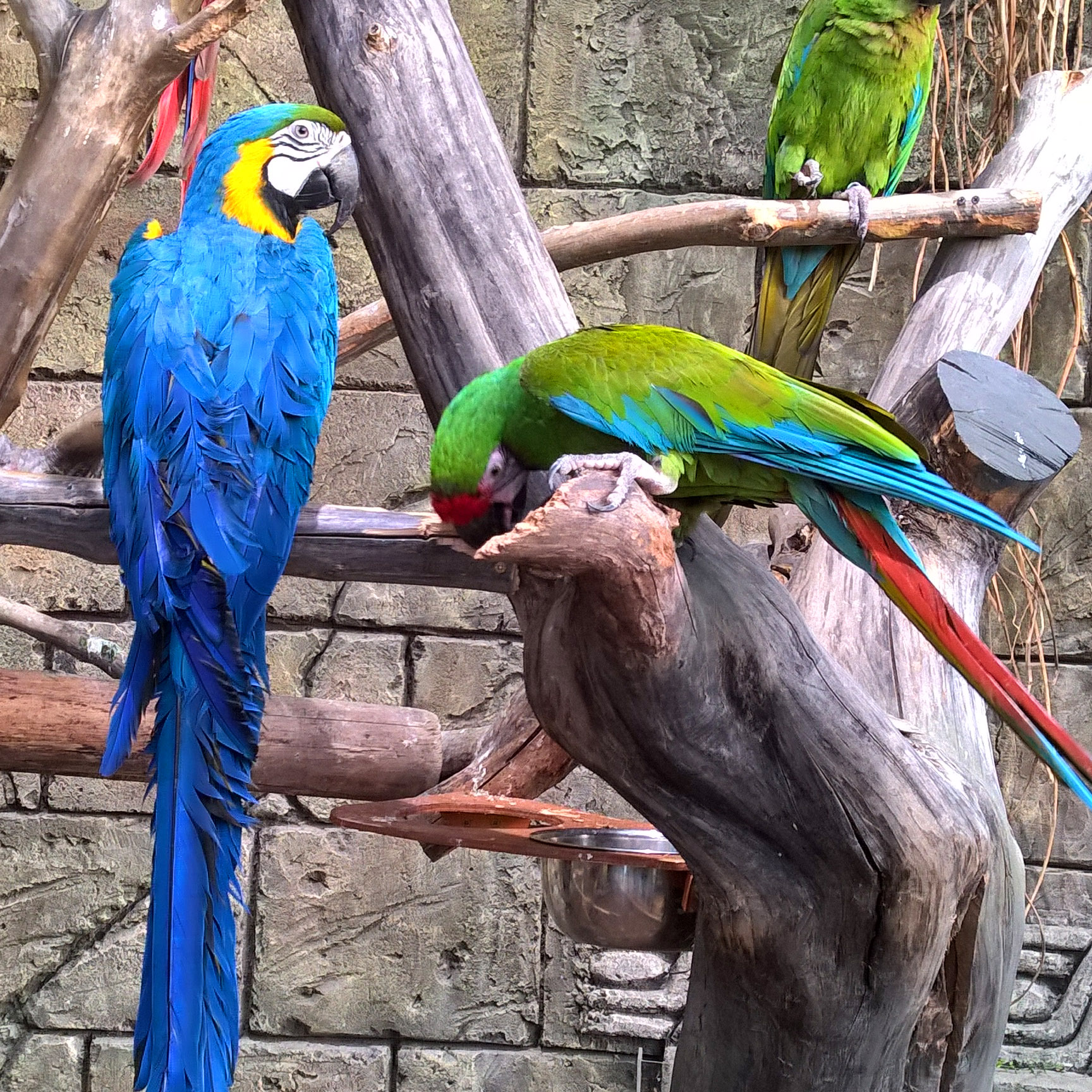
Минский экзотариум: попугаи
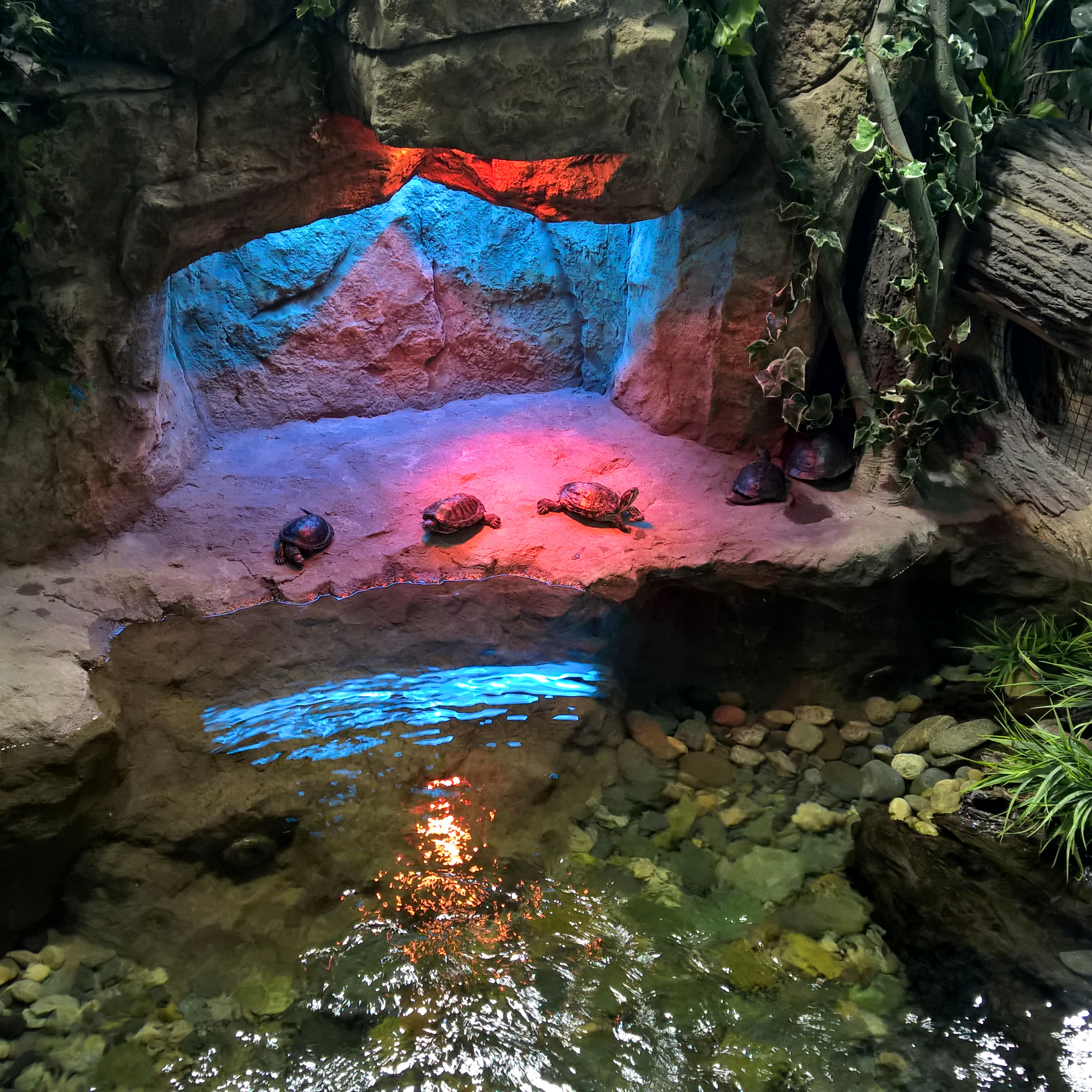
Минский экзотариум: черепахи
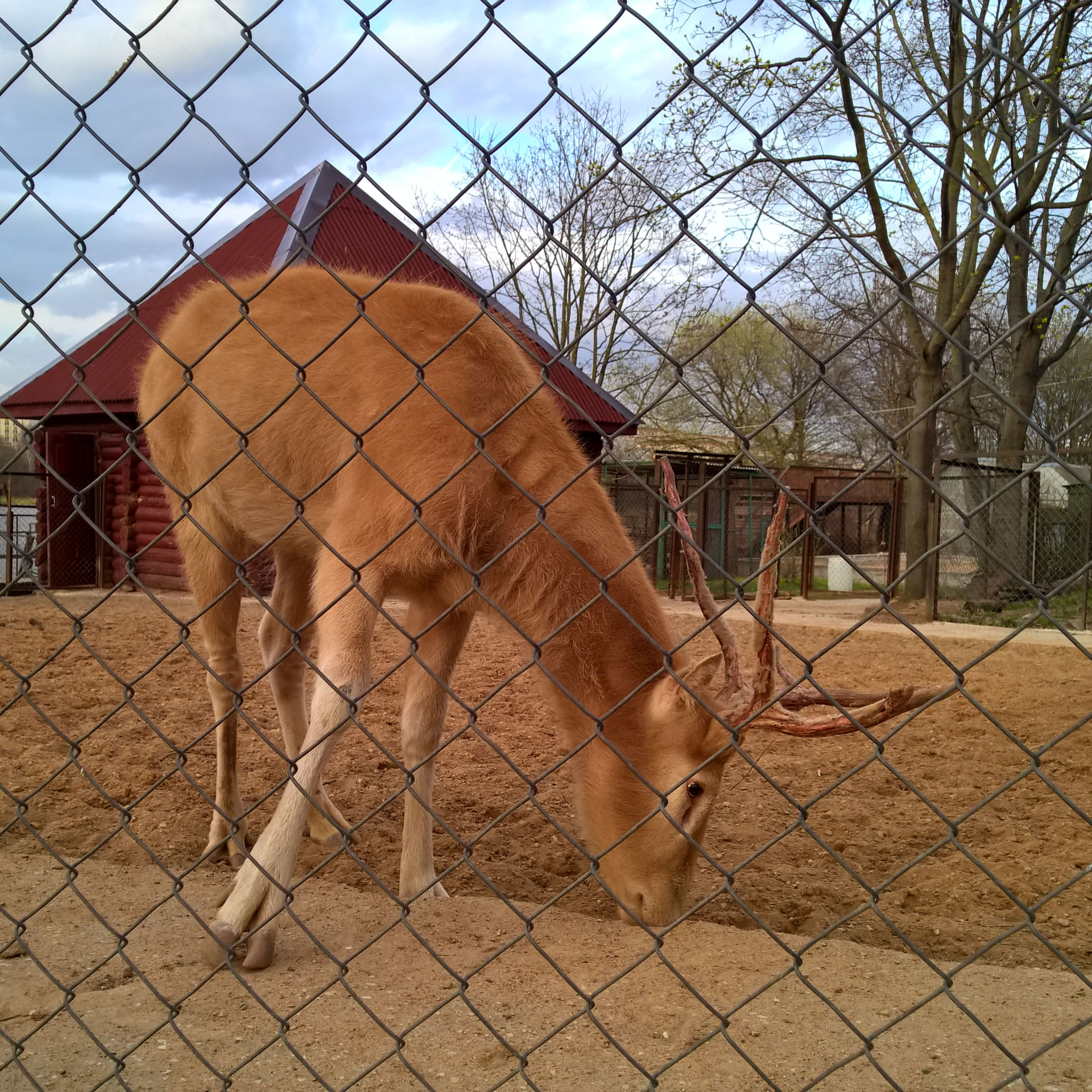
Минский зоопарк: оленевые
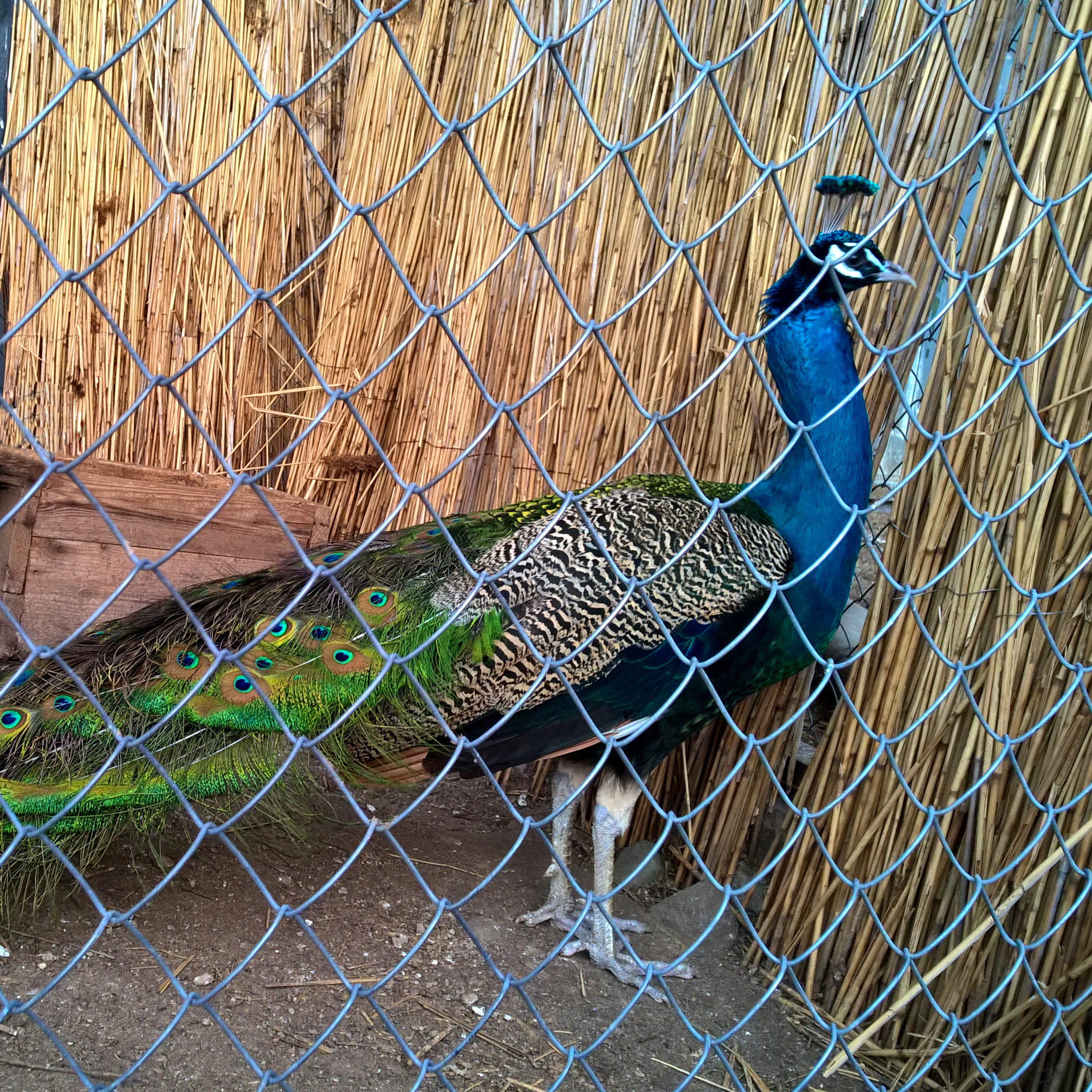
Минский зоопарк: павлин
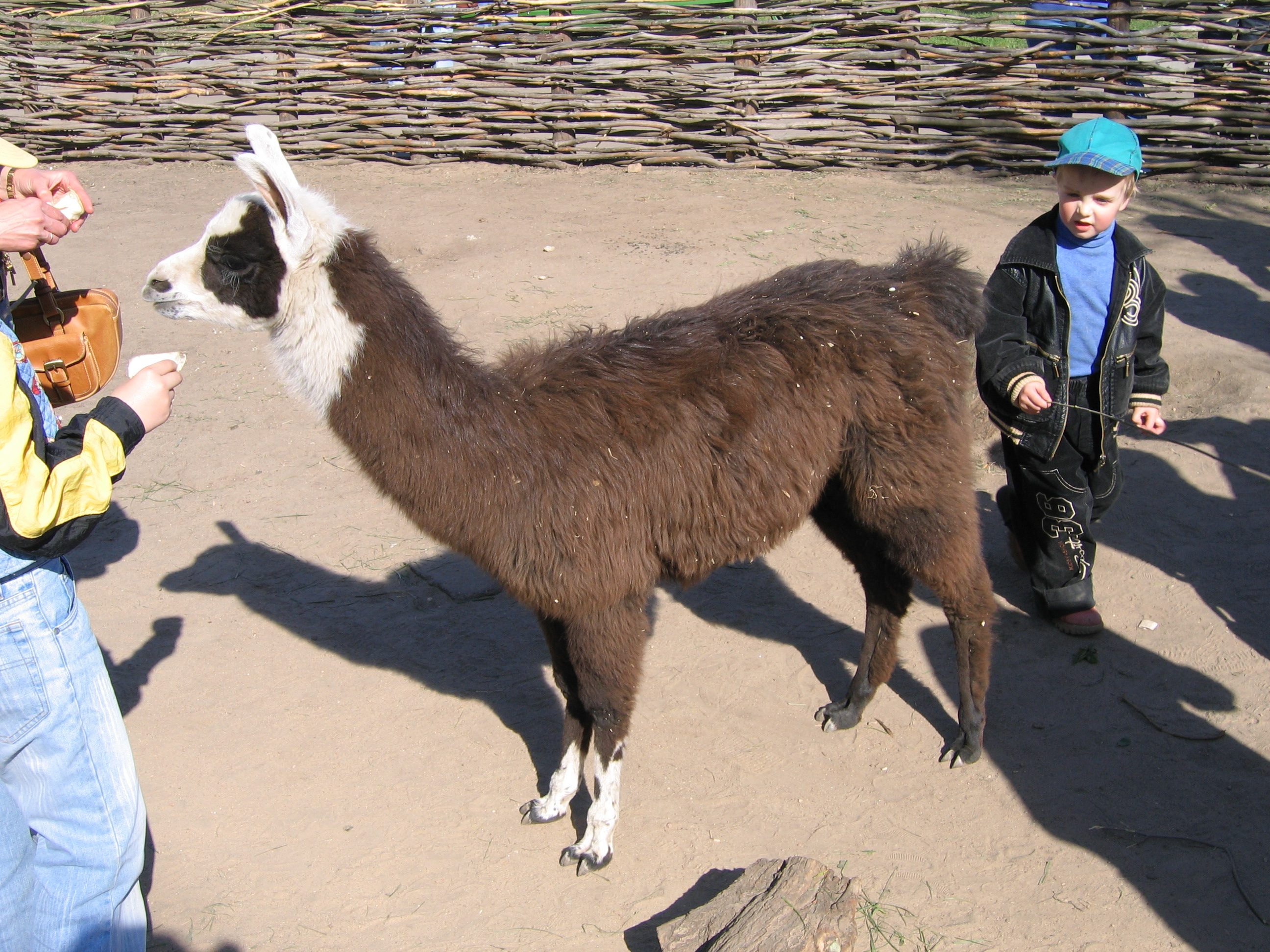
Минский зоопарк